# Churriana
Churriana (8) es uno de los once distritos en que se encuentra dividida a efectos territoriales la ciudad de Málaga, España. Está situado en el suroeste del término municipal, a 10 km del centro de la misma, en la región urbana conocida como Málaga Oeste. Su nombre se deriva del de Siryana, nombre fenicio del actual distrito.[cita requerida] Limita al norte con el distrito de Campanillas, al nordeste con Cruz de Humilladero, al este con el mar Mediterráneo y el río Guadalhorce, el cual lo separa de Carretera de Cádiz. Al suroeste, con el término municipal de Torremolinos; y al oeste con el término municipal de Alhaurín de la Torre.
El distrito de Churriana es junto al Centro, el distrito de Málaga más antiguo, estando poblado desde hace al menos 2000 años como demuestran los hallazgos arqueológicos encontrados en el cerro del Villar en pleno delta del Guadalhorce y que algunos creen que pudo ser más antiguo que la  propia Malaka , hasta que una serie de inundaciones obligaron al abandono de la ciudad y el traslado de sus habitantes al centro de la bahía. Durante el periodo romano existieron asentamientos en la Fuente del Rey. Desde ese lugar los antiguos romanos canalizaron el agua de dicho manantial hasta Malaca, hasta que en el siglo XVIII, el acueducto de San Telmo hizo que la Fuente del Rey quedase en desuso. En tiempos de los Reyes Católicos y la Toma de Málaga el pueblo era ya conocido como Churriana. En 1905, Churriana dejó de ser municipio independiente de la provincia y fue integrado en el de Málaga capital, como ocurriría posteriormente con Torremolinos. 
En Churriana se encuentra el aeropuerto de Málaga-Costa del Sol, que es el tercer aeropuerto con más tráfico de la España peninsular, tras Barajas (Madrid) y El Prat (Barcelona). También se encuentran en el distrito distintos centros comerciales, entre ellos el plaza Mayor, uno de los más conocidos de toda la provincia de Málaga, o el Bahía Azul, que alberga uno de los tres IKEA de Andalucía. Las playas del distrito, y a excepción de Guadalmar, son las pocas playas vírgenes que perviven en la Costa del Sol, siendo una de ellas la única playa nudista de la ciudad. En Churriana "pueblo", se encuentran distintas fincas y jardines históricos como la Finca el Retiro o la Finca de la Cónsula.

## Toponimia
El origen del topónimo Churriana parece estar relacionado con un sirio que se quedó los terrenos durante la período de Al-Ándalus. Por esto, se llamó Siriana que con el paso de los años acabó convirtiéndose en Churriana. Por otro lado, se cree que el término Siryana es mucho anterior a la invasión árabe, y que en verdad es el nombre con el cual los fenicios conocían la zona que ocupa el actual distrito. 
A lo largo de los años ha habido intentos de parte de los vecinos por cambiar de denominación, por pensar que "Churriana" era un nombre despectivo que hacía referencia a la prostitución (por churri), proponiendo otros como el de San Antonio Abad, que es el patrón de Churriana.

## Historia

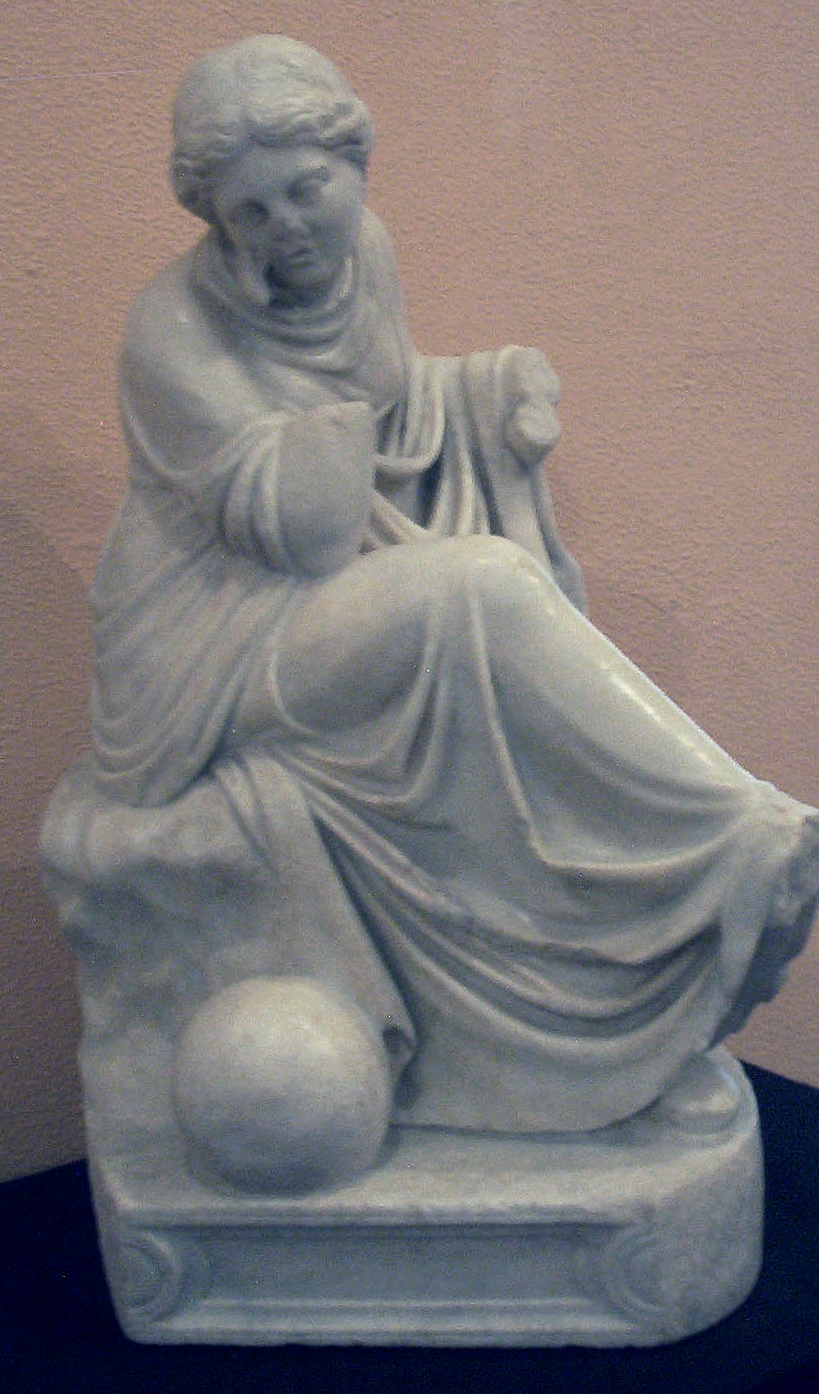
Estatua romana de Urania, encontrada en la finca de La Tosca, en Churriana.

Dentro de los límites del distrito se encuentran los restos arqueológicos fenicios más importantes de Málaga que son conocidos como cerro del Villar, en la desembocadura del Guadalhorce.
Durante el periodo romano existieron asentamientos en la Fuente del Rey, detrás de la Antigua Casa Cuartel de la Guardia Civil. Desde ese lugar los antiguos romanos canalizaron el agua de dicho manantial hasta Málaga, hasta que en el siglo XVIII, el acueducto de San Telmo hizo que la Fuente del Rey quedase en desuso. Se han realizado importantes hallazgos arqueológicos del periodo romano como la "estatua de la Diosa Urania", que permaneció largo tiempo en el Museo Loringiano y que hoy forma parte de los fondos del Museo Arqueológico Provincial de Málaga o el denominado "Vaso Canopo", descubierto en la zona de Los Paseros.
En el casco antiguo existen eremitorios en los que los cristianos se refugiaron durante la invasión árabe de Hispania. Algunos de ellos se pueden encontrar en la calle Maestro Vert. La victoriosa campaña de primavera de 1485 había puesto en manos de los Reyes Católicos toda la tierra al oeste del meridiano de Málaga, incluyendo Churriana. Hasta entonces se habían ganado castillos y plazas sueltas, que bastaba guarnecer y aprovisionar. Ahora, una mitad de la provincia de Málaga había pasado a ser tierra cristiana, y era preciso organizarla, regular su estructura social y política.
Después de la rendición de Málaga, el 18 de agosto de 1487, los monarcas procedieron al reparto de tierra entre los nobles y militares que les habían ayudado en su conquista Y comienza la llamada repoblación: el reparto de tierras y casas a todos los que viniesen a vivir en nuestra ciudad. Existe un documento, una carta de los Reyes Católicos, de fecha 15 de abril de 1489, por la cual hacen merced a Francisco Ramírez de Madrid, secretario de los reyes y del Consejo, de «la terçia parte de las tierras de lavor que aý oviere en el dicho lugar de Churriana e en su termino e con ellas la otra terçia parte de las casas e solares e sitios e eras e fronteras e exidos e salidos e prados€del dicho lugar de Churriana e de su termino segund vos fuere señalado por Christobal Mosquera y Françisco de Alcaraz». El 5 de julio de dicho año de 1489, se presentó en Churriana Francisco de Alcaraz con las dos cédulas reales, junto con el notario de Cámara, y echando a los dos molineros que vivían allí, tomó posesión de los dos molinos otorgados por sus altezas. Según Lisardo Guedes, de su término se dieron tierras también, a los criados y familiares del obispo Don Pedro de Toledo, así consta en los Repartimientos de 1488, el 5 de junio. En la estructuración parroquial diocesana (Administración eclesiástica), del 25 de mayo de 1505, y la redistribución de 1510, quedó Churriana como anejo de Alhaurín el Grande.
Por fin se parroquializó en forma el 26 de abril de 1759. En dicho día tomaba posesión, como cura propio, el que llevaba atendiéndola como teniente «por espacio de más de treinta años, Don Salvador Moscoso». Contó Churriana con dos ermitas que ya no existen. Aproximadamente por 1752, la zona que hoy ocupa la ciudad, antes barriada de Torremolinos, dependía administrativamente de Churriana, que limitaba entonces con el pueblo de Benalmádena. En la historia moderna de Churriana merece mención la guerra de la Independencia española frente a las tropas napoleónicas, ya que el sacerdote Antonio Muñoz, también conocido como "El cura de Riogordo", hizo frente a los franceses.
El 10 de febrero de 1903 y después de que la plaga de filoxera arruinada la economía local, un grupo de vecinos, decide promover la anexión de Churriana a Málaga. El 22 de octubre de 1903 se publica en el Boletín Oficial de la Provincia, la aprobación del Ayuntamiento de Málaga, siendo el alcalde Silvestre Fernández de la Somera, quien lo llevará a cabo. El alcalde de Málaga intentó evitar a toda costa la anexión de Churriana, ya que la ciudad también se hallaba en un estado de crisis. Durante el siglo XX, destacados escritores como el erudito sobre temas vascos Julio Caro Baroja, Gerald Brenan o Ernest Hemingway residieron o pasaron prolongadas estancias en Churriana.

## Geografía

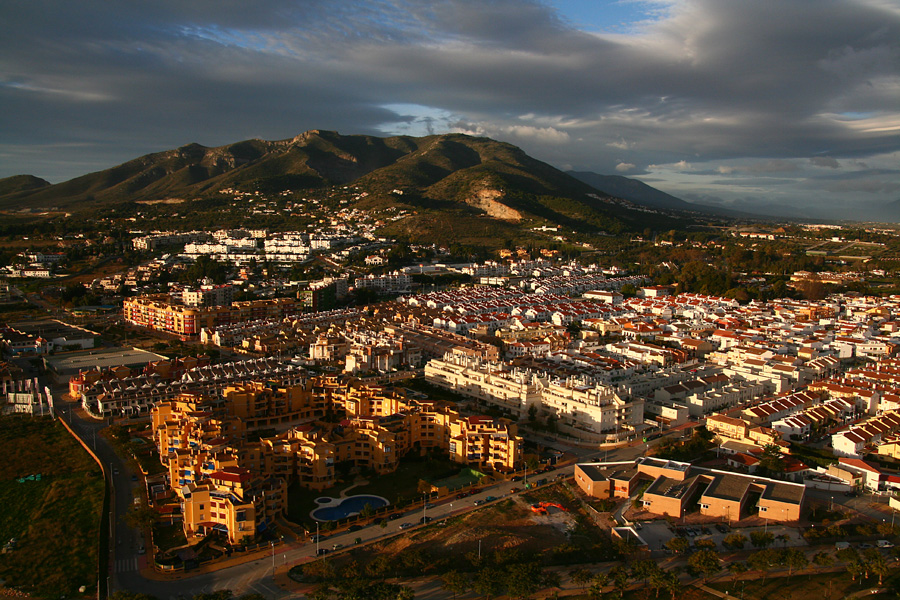
Vista aérea de Churriana.

El distrito de Churriana se encuentra situado entre las estribaciones surorientales de la sierra de Mijas, que cae al mar formando una gran cuesta cubierta por monte bajo y algunos pinares, y la vega baja del Guadalhorce, también llamada hoya de Málaga. A excepción de la sierra de Mijas, el resto del distrito se encuentra casi totalmente urbanizado por pequeñas urbanizaciones, barriadas u otra clase de asentamientos comerciales, industriales y empresariales. El arroyo Ciriano, llamado así en honor al antiguo nombre del distrito (Ciriana), atraviesa el distrito de norte a sur.  

### Situación

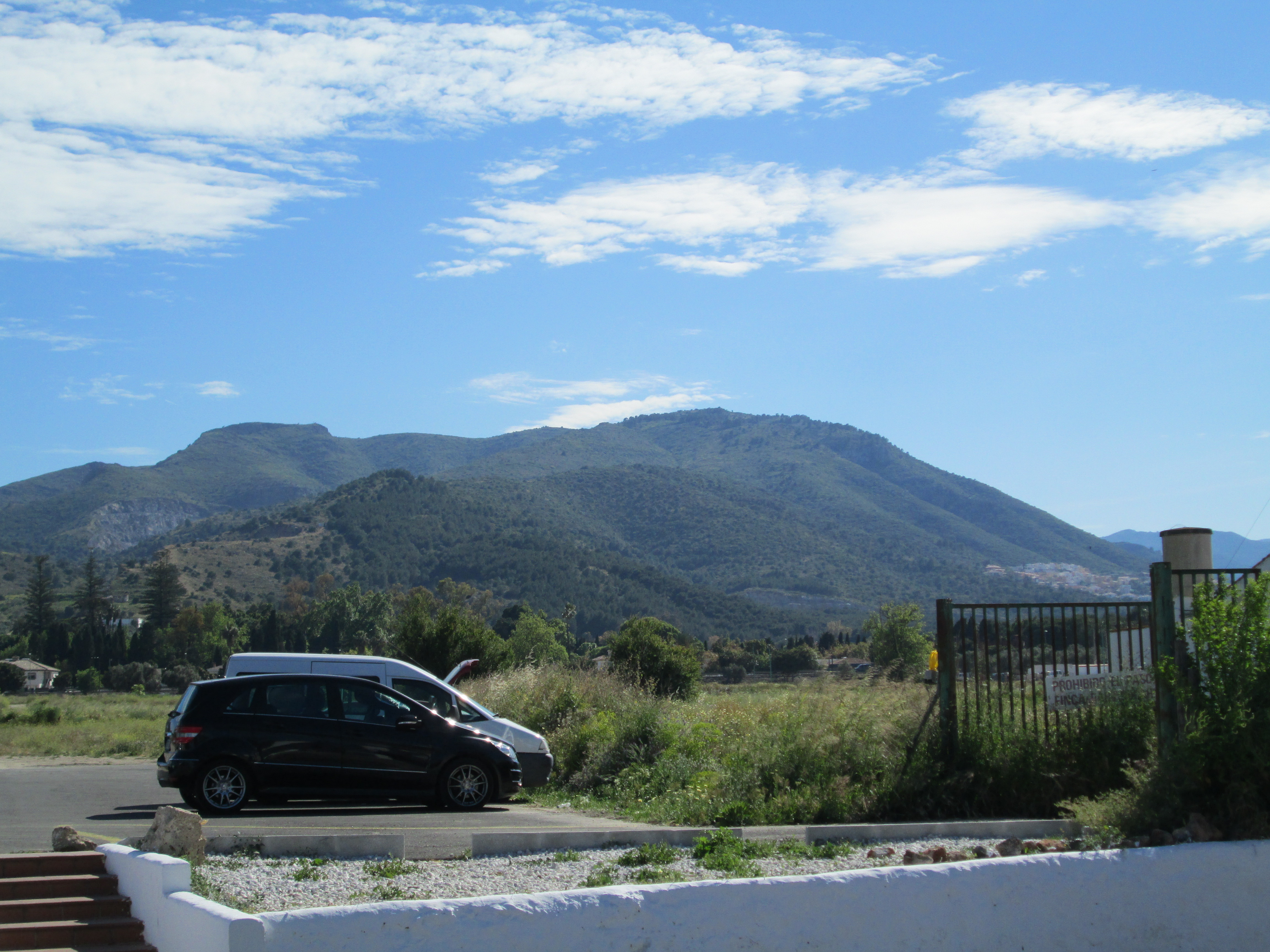
Vista de la sierra de Mijas desde Churriana

Churriana limita al este con el mar Mediterráneo y el distrito Carretera de Cádiz. Al norte y nordeste con los distritos de Cruz de Humilladero y Campanillas, al noroeste y al oeste con el término municipal de Alhaurín de la Torre, al sur y suroeste con el término municipal de Torremolinos. Geográficamente, está delimitado por el mar Mediterráneo, el río Guadalhorce y la sierra de Mijas.  
| Noroeste: Alhaurín de la Torre | Norte: Campanillas y Cruz de Humilladero | Noreste: Cruz de Humilladero |
| Oeste: Alhaurín de la Torre    |                                          | Este: Carretera de Cádiz     |
| Suroeste: Torremolinos         | Sur: Torremolinos                        | Sureste: Mar Mediterráneo    |

### Clima
El clima de Churriana es un microclima debido a las cercanías del mar y de la montaña. Tiene una temperatura media anual de 18 grados siendo la más benigna de la península debido a estas condiciones especiales. En verano las temperaturas rondan los 30 grados pero cuando llega la terral se pueden superar los 40 grados. En invierno suele haber una temperatura de 12 grados de media. En cuanto a precipitación caen unos 500 mm anualmente, especialmente en: invierno, otoño y primavera. Debido a tener temperaturas tan altas se producen a menudo lluvias torrenciales, teniendo el récord de Málaga con 400 mm en apenas 3 horas, por no decir que a finales de verano se suelen tener tormentas de gran potencia, denominadas supercélulas, que pueden dejar vientos de 150 km/h, y precipitaciones de 300 mm con gran aparato eléctrico. Al año se tiene unas 3000 horas de sol.

## Geografía humana

### Demografía
| Gráfica de evolución demográfica de Churriana entre 1842 y 1900 |
| |
| Población de derecho según los censos de población del INE Población de hecho según los censos de población del INEEntre el censo de 1910 y el anterior, este municipio desaparece porque se integra en el municipio 29067 (Málaga) |

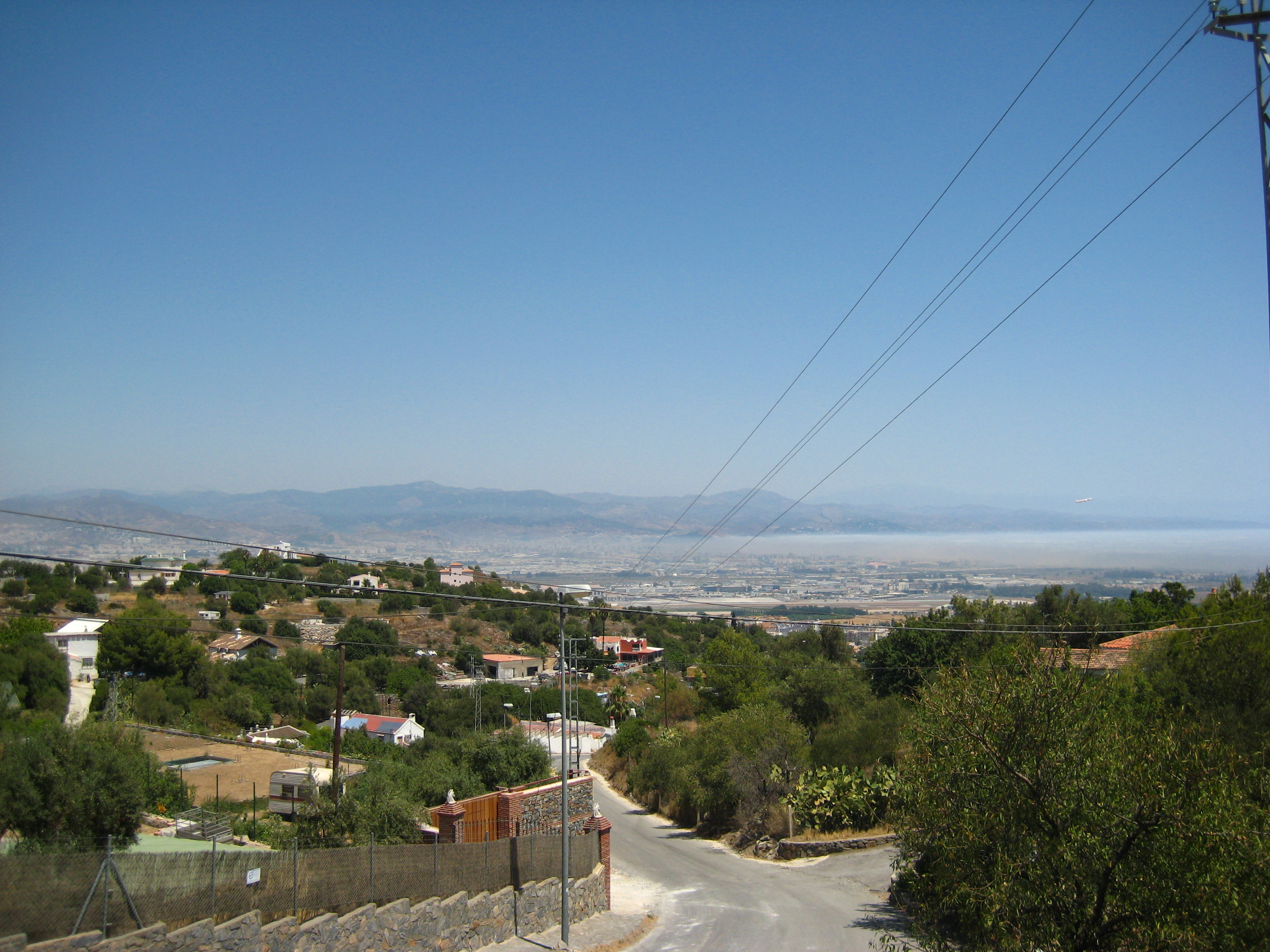
Vista de la Hoya de Málaga desde la Cañada de Ceuta, barrio de reciente construcción.

Churriana es uno de los distritos de Málaga que más crecen en población, esto debido a su condición cada vez más palpable de ciudad dormitorio de la capital. Su situación estratégica como antesala de la Costa del Sol Occidental, entre las grandes ciudades turísticas de la costa y Málaga capital han hecho que Churriana en un atractivo imán para nuevos habitantes. 
Según datos del Ayuntamiento de Málaga de enero de 2019, en el distrito Churriana estaban censados 20.142 ciudadanos:
Población extranjera residente según nacionalidad
| País        | Población |
| ----------- | --------- |
| Marruecos   | 241       |
| Argentina   | 165       |
| China       | 154       |
| Rumania     | 147       |
| Reino Unido | 129       |
| Italia      | 121       |
| Alemania    | 82        |
| Portugal    | 68        |
| Francia     | 55        |
| Brasil      | 53        |
| Otros       | 1807      |
| Total       | 10.806    |

### Transporte

#### Cercanías Málaga

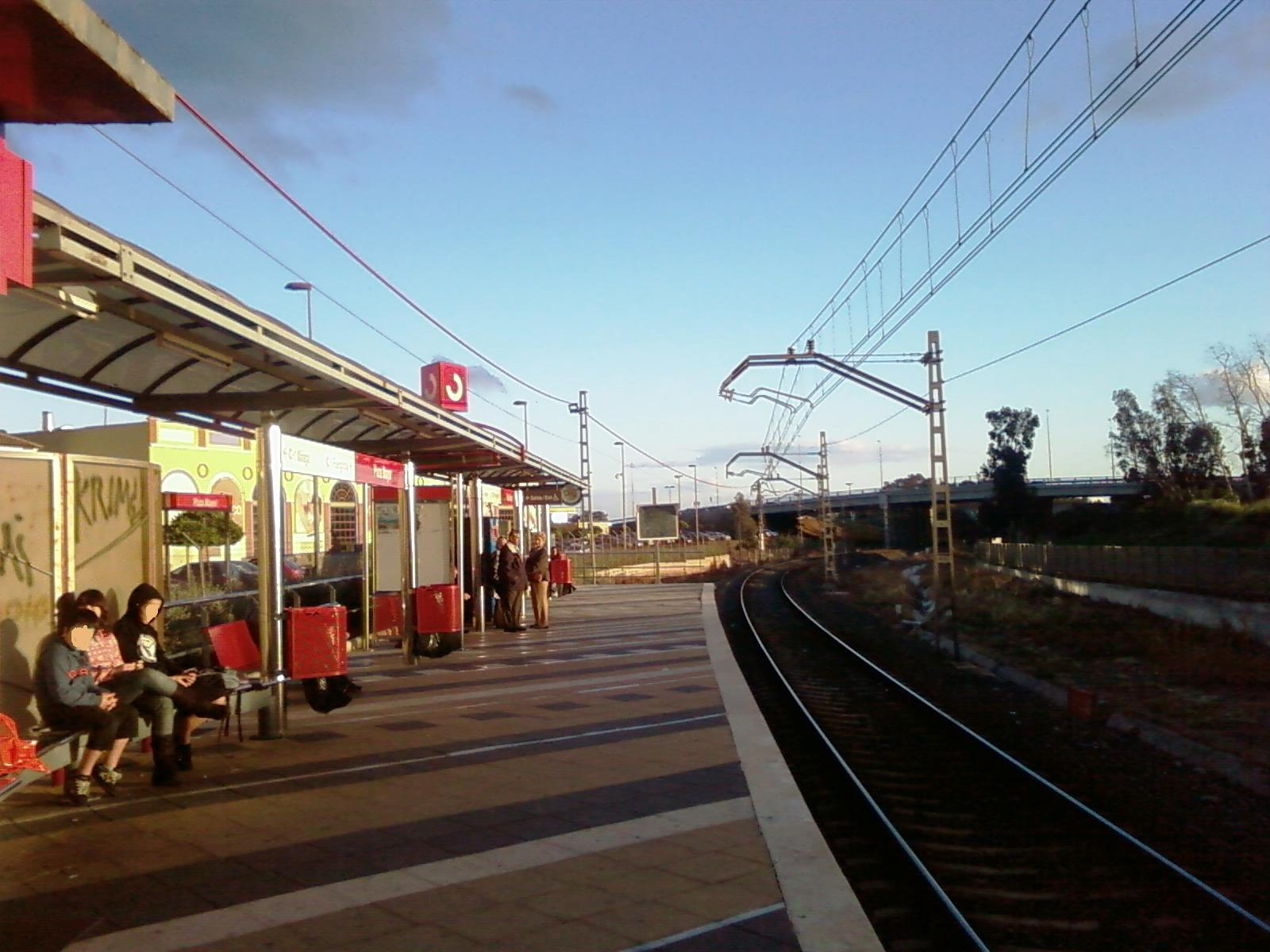
Vista de los andenes de la estación de Plaza Mayor.

La red de Cercanías Málaga, cuenta con tres estaciones en el distrito: Guadalhorce, Aeropuerto y Plaza Mayor. Anteriormente contaba también con las estaciones de Campamento Benítez y San Julián que en la actualidad se encuentran fuera de servicio. Todas estas estaciones pertenecen a la línea C-1, que conecta Fuengirola con el centro de Málaga. 
| Línea | Trayecto                         |
| ----- | -------------------------------- |
|       | Málaga - Aeropuerto - Fuengirola |

#### Autobuses urbanos
En autobús queda conectada mediante las siguientes líneas de la EMT:
| Línea     | Trayecto                                        | Recorrido | Frecuencia    |
| --------- | ----------------------------------------------- | --------- | ------------- |
| 5         | Alameda Principal - Plaza Mayor                 | Recorrido | 50 minutos    |
| 9         | Alameda Principal - Churriana (Directo)         | Recorrido | 50 minutos    |
| 10        | Alameda Principal - Churriana                   | Recorrido | 40-45 minutos |
| 19        | Muelle Heredia - Aeropuerto                     | Recorrido | 55-60 minutos |
| 27        | Avenida M. A. Heredia - Polígono I. Guadalhorce | Recorrido | 70-80 minutos |
| A Express | Paseo del Parque - Aeropuerto                   | Recorrido | 30-35 minutos |

#### Autobuses interurbanos
Las siguientes líneas interurbanas del Consorcio de Transporte Metropolitano del Área de Málaga prestan servicio en su territorio (tanto el núcleo urbano de Churriana como Cruce de Churriana):
| Línea | Trayecto                                                     | Información        |
| ----- | ------------------------------------------------------------ | ------------------ |
| M-123 | Churriana-Benalmádena Costa                                  | Horarios y Paradas |
| M-132 | Málaga-Alhaurín el Grande                                    | Horarios y Paradas |
| M-133 | Málaga-Alhaurín de la Torre-Pinos de Alhaurín                | Horarios y Paradas |
| M-136 | Cártama-Alhaurín de la Torre-Plaza Mayor                     | Horarios y Paradas |
| M-230 | Málaga-Coín (por Alhaurín de la Torre y Alhaurín el Grande)  | Horarios y Paradas |
| M-334 | Málaga-Guaro (por Alhaurín de la Torre y Alhaurín el Grande) | Horarios y Paradas |

#### Aeropuerto de Málaga

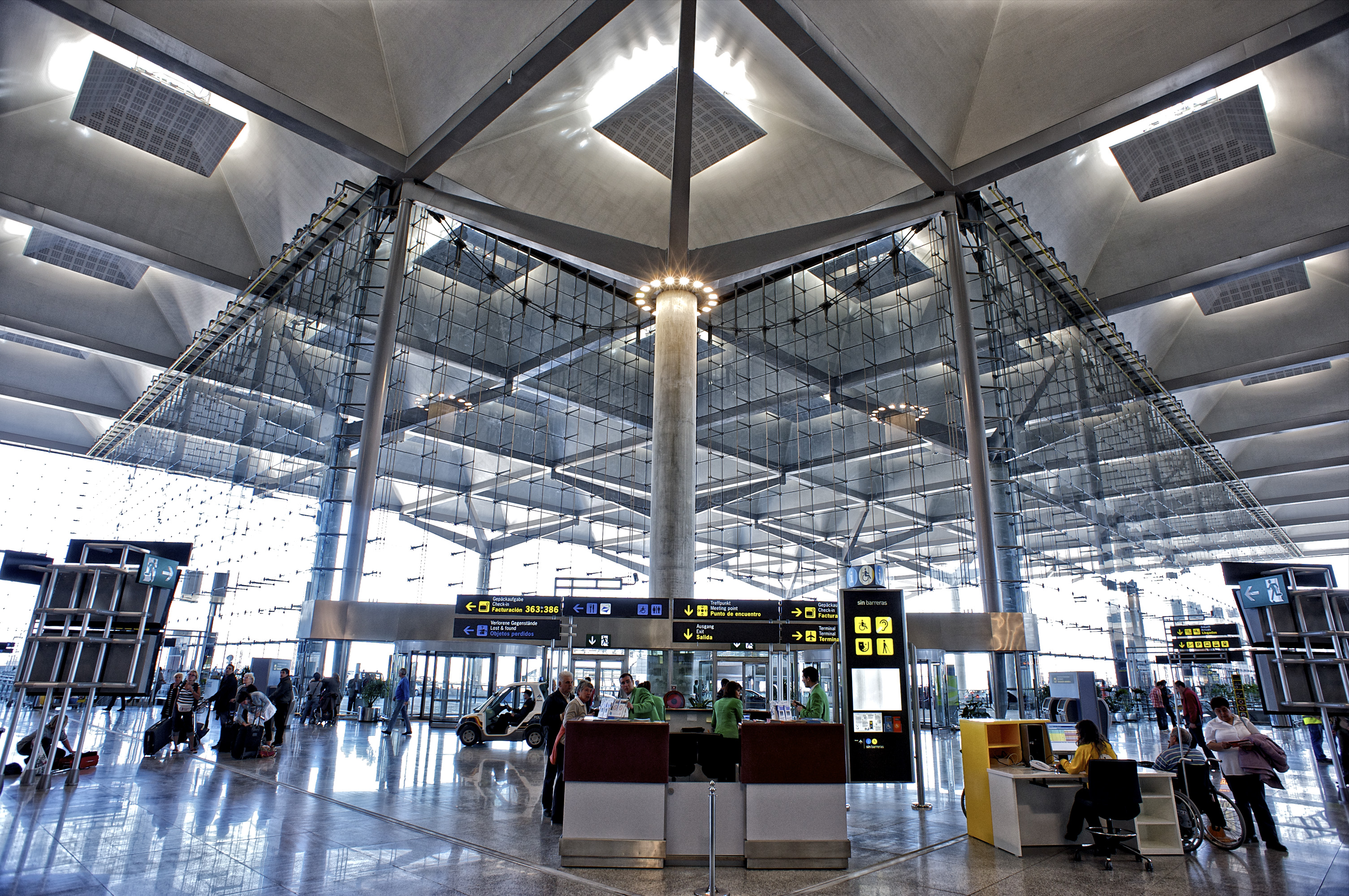
Aeropuerto Internacional de Málaga-Costa del Sol.

En Churriana se encuentra el aeropuerto de Málaga-Costa del Sol.

#### Carreteras
Churriana está muy bien comunicado por carretera, las autovías que discurren por el distrito son: 
- La ; Autovía de Circunvalación de Málaga
- La ; Autovía de Málaga - Torremolinos, recibe el nombre de "Avenida de Velázquez" en su tramo urbano.
- La ; Autovía de acceso al aeropuerto de Málaga

## Organización territorial y urbanismo

### Barrios
Churriana está dividido en los siguientes barrios y zonas según el Ayuntamiento de Málaga: 
Buenavista, Cañada de Ceuta, Carambuco, Churriana, Cortijo de Mazas, El Coronel, El Cuartón, El Higueral, El Olivar, Finca La Hacienda, Finca Monsálvez, Guadalmar, Hacienda Platero, Heliomar, La Casita de Madera, La Cizaña, La Cónsula, La Loma, La Noria, La Tosca, Las Espeñuelas, Las Pedrizas, Los Jazmines, Los Paredones, Los Rosales, Los Paseros, Lourdes, San Fernando, San Jerónimo, San Juan-El Albaricocal, San Julián, Vega de Oro, Wittenberg.
Algunos barrios desaparecidos son Los portales de Crucé, Cortijo San Isidro y del Cortijo Montes, que fueron derruidos y sus habitantes fueron desalojados para la construcción del aeropuerto de Málaga-Costa del Sol. 

### Arquitectura

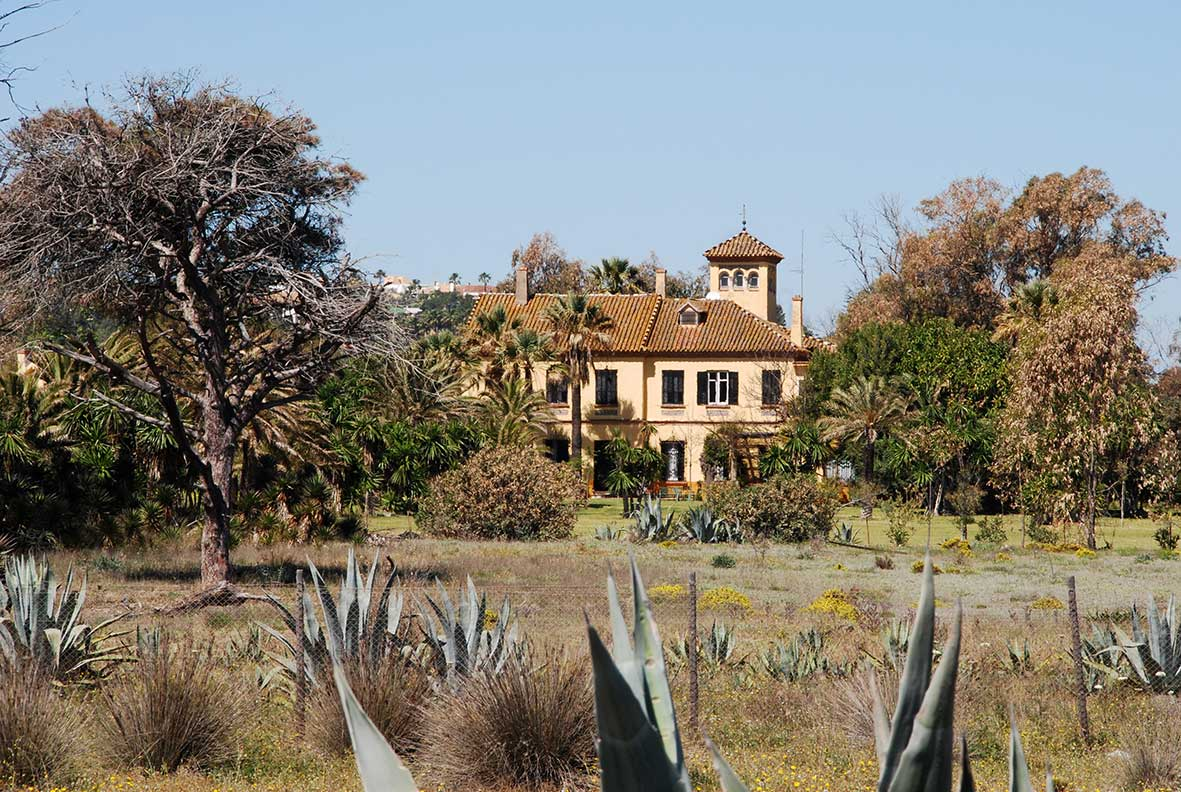
Una hacienda histórica de Churriana.

Históricamente, la arquitectura del paisaje de Churriana siempre se ha visto dominada por sus grandes fincas y haciendas construidas en el siglo XIX por burgueses y aristócratas que buscaban levantar sus lugares de retiro y descanso lejos de la ciudad donde se encontraban sus fábricas. Alguno de los famosos que han habitado estas fincas son: Gerald Brenan, escritor e hispanista británico; Antoine de Saint-Exupéry, escritor autor de la famosísima novela "El Príncipito"; Julio Caro Baroja, Ernest Hemingway, premio Nobel de Literatura; o el torero Antonio Ordóñez. De entre estas haciendas destacan la hacienda San Javier, la hacienda de El Retiro, la finca La Tosca, o la Casita de Madera. En Churriana Pueblo, correspondiente al barrio de Churriana propiamente dicho, destacan pequeñas casas mata, la mayoría de más de un siglo de antigüedad. En los barrios de reciente construcción, como La Noria o Guadalmar destacan los chalets y adosados construidos a finales del siglo XX y a lo largo del XXI. 

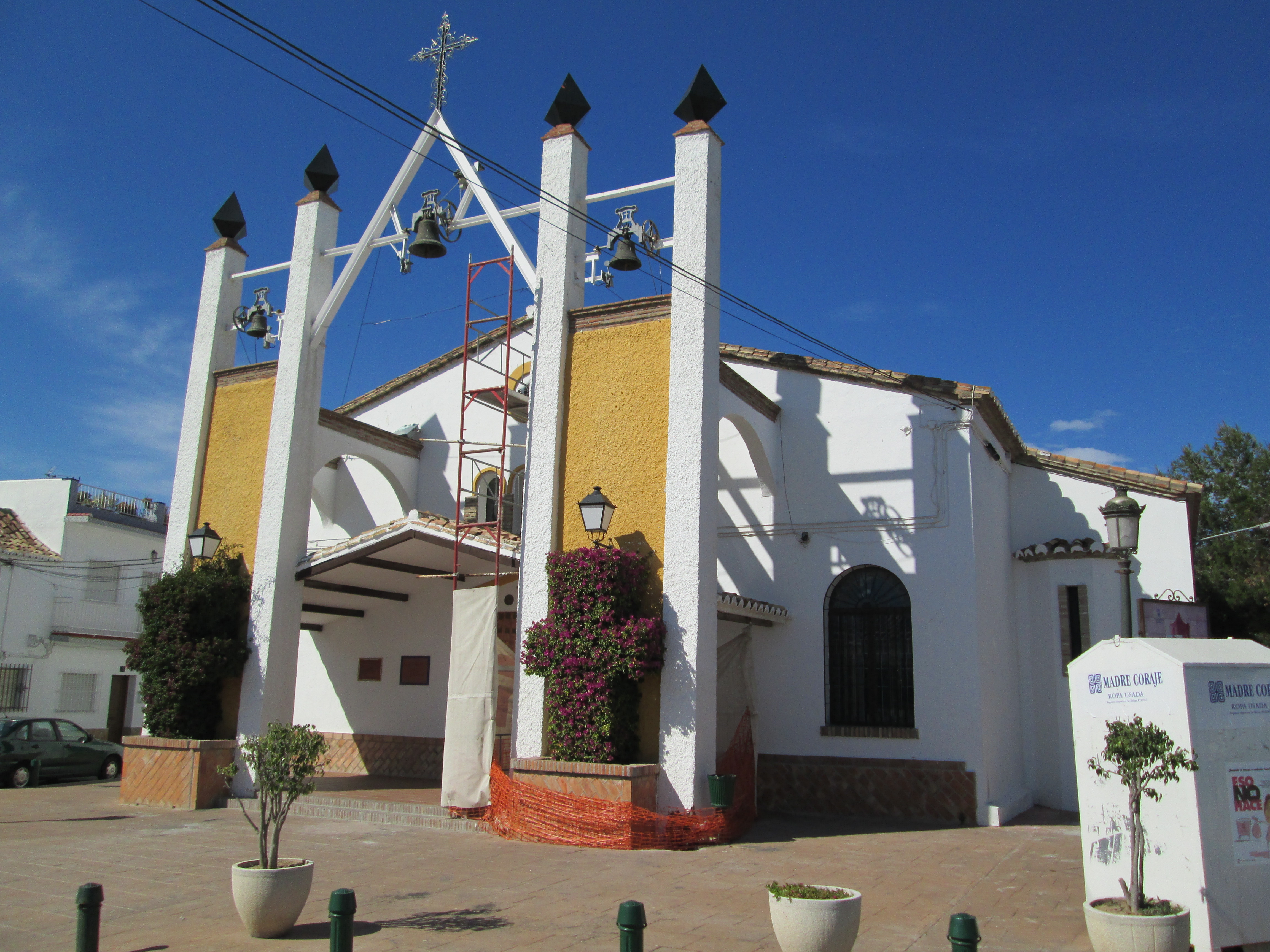
Parroquia de San Antonio Abad.

En cuanto a arquitectura religiosa destaca la Iglesia de San Antonio Abad, dedicada a San Antonio Abad, patrón de Churriana. El origen de esta parroquia se remonta a 1505 cuando fue erigida dependiendo del Cabildo Catedral, y ya en 1759 aparece de forma autónoma. El primer párroco que tomó posesión de la misma fue el sacerdote Rafael Moscoso. El templo tuvo que ser demolido como relata el entonces párroco de Churriana, actual canónigo penitenciario de la catedral de Málaga, Ildefonso López, que recuerda cómo «la antigua iglesia estaba en parte edificada sin cimentación, por lo que estaba llena de grietas y cada vez que se ponía un nuevo techo volvían a aparecer la grietas a los pocos días. Tras hacer un estudio en profundidad, se concluyó que lo mejor era construir un nuevo templo bien cimentado. Este nuevo templo fue realizado por el conde de Villapaterna, José Carlos Álvarez de Toledo, y se construyó gracias a la generosidad de los vecinos de Churriana. Según explica el historiador del arte, Javier Muñiz, «el nuevo templo es modesto, en la línea de las recomendaciones del Concilio Vaticano II, que invita al recogimiento y a la oración. Destaca su original sagrario, obra de Hamilton Reed Armstrong (Greenwich, Connecticut, 1937), un artista estadounidense   
El otro templo cristiano situado en el distrito es la parroquia de Santa María Estrella de los Mares, situada en Guadalmar, y de estilo modernista. Fue inaugurada en 2002 en una ceremonia a la que acudieron el alcalde de Málaga, Francisco de la Torre, el concejal del distrito, José Hazañas, el Obispo de Málaga, Antonio Dorado y el párroco de Churriana. Según el propio arquitecto, Raimundo Barriga: "el proyecto se lee como un conjunto de volúmenes nítidos, de formas rectas y blancas, donde juegan las zonas de luz y sombra. Está compuesto de líneas rectas, austeras, blancas y cúbicas. Su aspecto formal está constituido por un conjunto de paralelepípedos de diferentes tamaños y alturas, que van diseñando las diferentes salas y zonas de usos diverso."  
En Churriana existe también antiguos cortijos: 
Hacienda de Santa Tecla: Se trata de un edificio de estilo burgués que se encuentra en estado de abandono. 
Cortijo de Pizarro: Se trataba de un cortijo situado cerca del actual Hispasur. Se componía de dos plantas y era un atractivo para los adolescentes de la zona.              
Fue demolido el 26 de octubre del 2022. 

### Playas

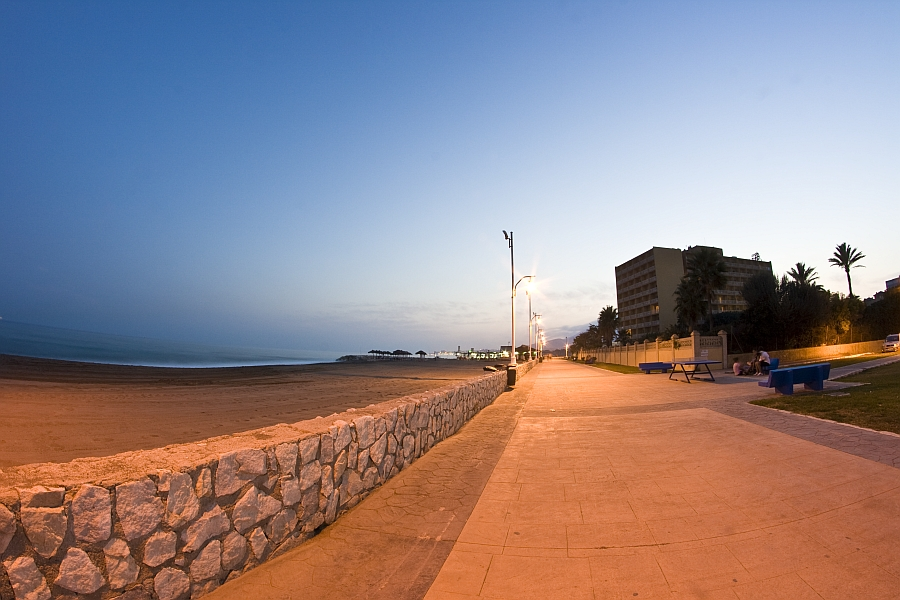
Vista nocturna de la playa de Guadalmar.

Churriana es uno de los cuatro distritos de la ciudad de Málaga que cuenta con litoral y playas, junto a Carretera de Cádiz, Centro y Málaga Este. En concreto, el distrito cuenta con un total de 4 km de costa. Debido a la histórica situación de Churriana como "tierra de nadie", entre Málaga capital y Torremolinos, las playas de Churriana no son tan conocidas para el gran público en general y aún conservan varios tramos de zona virgen, que son unos de los pocos tramos de playa virgen de toda la Costa del Sol Occidental. Las playa más conocida de Churriana es la playa de Guadalmar, situada cerca del paraje protegido del Parque Natural de la Desembocadura del Guadalhorce. 

#### Playa de San Julián
La playa de San Julián, también conocida como playa del Parador de Golf o simplemente playa de Churriana, es una playa semiurbana de arena oscura situada en el litoral oeste de la ciudad, entre la playa de Los Álamos, situada ya en Torremolinos, y la playa de Guadalmar. Tiene unos 1850 metros de longitud y unos 50 metros de anchura media. Es una playa poco transitada cercana al Club de Golf de Málaga y al Parador Málaga Golf, y con una zona nudista. Cuenta con servicios de papeleras, duchas, recogida de residuos, alquiler de sombrillas y hamacas, etc.

#### Playa de Guadalmar
La playa de Guadalmar, es una playa semiurbana de arena oscura situada en el litoral oeste de la ciudad, entre la playa de San Julián y la desembocadura del río Guadalhorce. Tiene unos 400 metros de longitud y unos 30 metros de anchura media. Cuenta con servicios de papeleras, duchas, recogida de residuos, alquiler de sombrillas y hamacas, etc.

#### Playa del Guadalhorce
La playa de la Desembocadura del Guadalhorce, también conocida simplemente como playa del Guadalhorce, es una pequeña playa semiurbana situada entre la playa de Guadalmar y la playa de Sacaba, en el Parque Natural de la Desembocadura del Guadalhorce. Al igual que la playa de San Julián, se toma de una playa virgen, aislada del resto de núcleo urbano de Málaga. 

### Zonas verdes

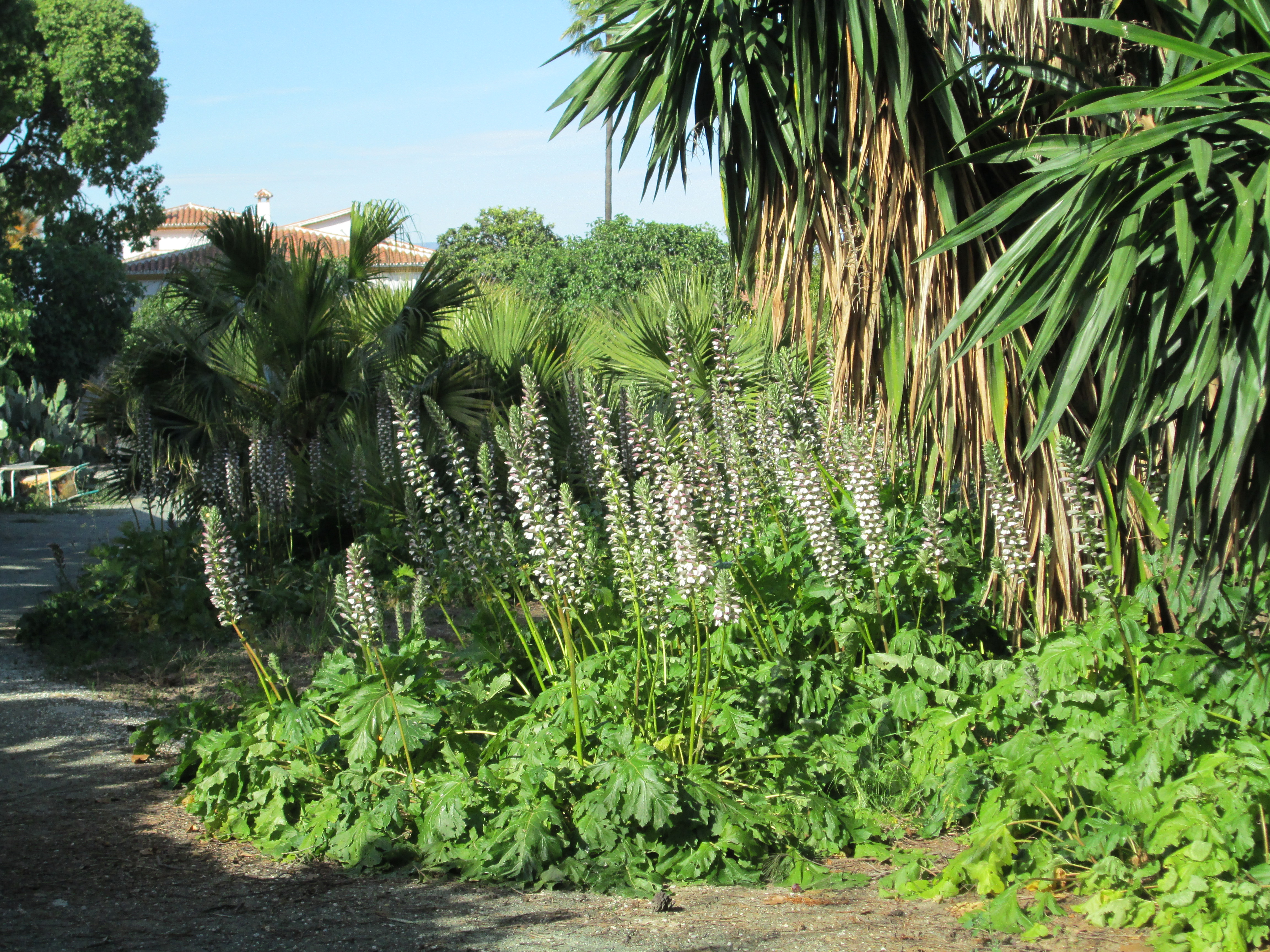
Jardín de La Cónsula.

Las principales zonas verdes de Churriana, obviando la zona forestal de la sierra de Mijas, son las distintas fincas y jardines históricos que construyeron en el antiguo municipio de Churriana varios aristócratas y burgueses que buscaban la tranquilidad lejos del centro de la ciudad de Málaga: 
El jardín histórico La Cónsula tiene una superficie de 12,5 hectáreas y está situado  junto a la carretera hacia Alhaurín de la Torre. Desde 1993 alberga en su recinto la sede de la Escuela de Hostelería de Málaga.En sus inicios durante el siglo XVIII era una hacienda agrícola conocida con el nombre de San Rafael, que tras pasar por distintos propietarios recae en manos del alemán D. Juan Roose Kupckovius, cónsul de Prusia, de ahí el nombre actual de la finca. Este empresario y diplomático, propietario de la casa de comercio Lambrecht, Roose & Company, comienza las obras de construcción en 1807 de la casa de recreo y del jardín principal de estilo clasicista francés que se encuentra delante de la mansión. Pero el apogeo de La Cónsula surge cuando el senador D. Enrique Heredia Livermore, hijo del industrial Manuel Agustín Heredia, se hizo con la propiedad en 1856. A él se deben las especies de plantas exóticas del jardín de la finca, que coinciden con las de Finca La Concepción, propiedad por aquel entonces de su hermana Amalia Heredia Livermore. Después pasó a manos del matrimonio estadounidense formado por Bill y Annie Davis, que entre sus numerosos invitados tuvieron en 1959 a Ernest Hemingway, para escribir por encargo de la revista Life un reportaje sobre el duelo taurino entre Luis Miguel Dominguín y Antonio Ordóñez. De este artículo nacería su novela The Dangerous Summer, en ella describe esta finca como el mejor lugar del mundo por «su luz divina y su cálido clima». En el año 1973 la finca La Cónsula fue comprada por el Ayuntamiento a su propietaria Anne Bakwel Davis. Posteriormente, en 1984, se llevó a cabo una restauración, que culminaría en 1993 con la creación de un consorcio entre el Ayuntamiento de Málaga y la Junta de Andalucía para convertir la casa de la finca en la sede de la Escuela de Hostelería de Málaga y en 1997 fue adscrita al Patronato Botánico Municipal por su jardín de parterres y simetrías.
El jardín histórico El Retiros e trata de un jardín de estilo primordialmente francés que combina con los estilos italiano, inglés y árabe. La finca data de 1669 cuando se aprovechó una antigua casa fuerte que se amplió y se rodeó de jardines. El jardín consta de tres partes: jardín-huerto, jardín-patio y jardín-cortesano. Las dos últimas fueron diseñadas por el arquitecto Martín de Aldehuela y se subdividen en jardines menores. El jardín-huerto es lo único que se conserva del siglo XVII. Tiene forma de cruz en cuyo centro se sitúa una fuente decorada con azulejos sevillanos. El jardín-patio tiene forma rectangular y está situado junto al edificio. En su centro se encuentra una fuente de mármol labrado en Italia. El jardín-cortesano está organizado en varios niveles, al estilo italiano y contiene diversas esculturas. Entre los ejemplares emblemáticos destacan un olmo de casi 200 años y un conjunto de cipreses centenarios. Aunque actualmente, es privado, se espera que el Ayuntamiento de Málaga abra el jardín histórico al público para su uso y disfrute. 
Los Jardines de Gerald Brenan, situados en las inmediaciones de la casa donde vivió el escritor Gerald Brenan son otra de las zonas verdes situados en el distrito. 

## Política y administración

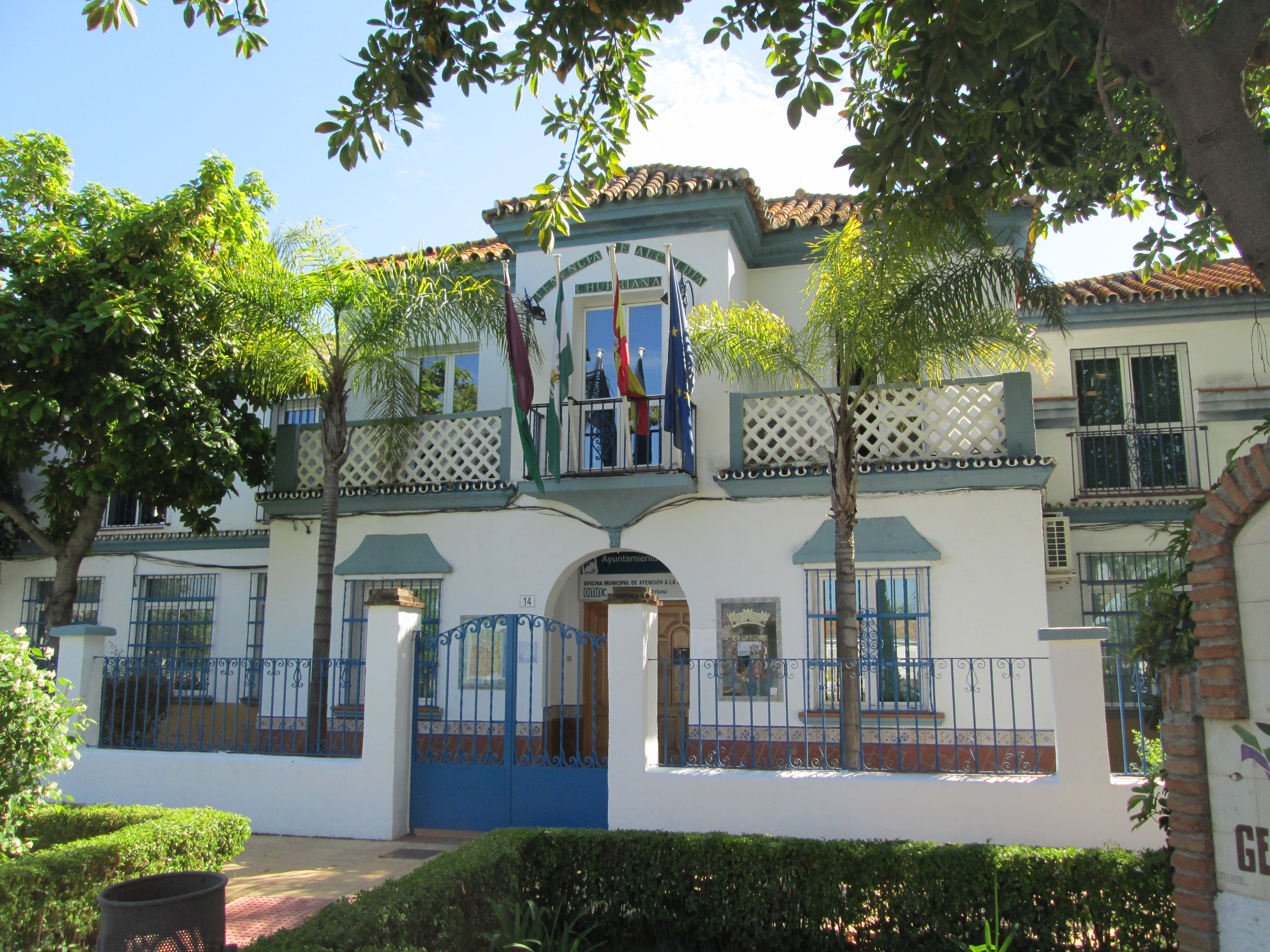
Junta municipal de Churriana.

La Junta municipal de Churriana, al igual que en el resto de distritos de la ciudad la componen el presidente, el Consejo de distrito y el Pleno. El presidente es un concejal libremente nombrado por el alcalde, a quien representa en el distrito, y realiza la función de convocar y presidir el Consejo de distrito así como las reuniones del Pleno y cualquier otra función que delegue el alcalde. El Consejo de distrito es el órgano ejecutivo y está compuesto por el presidente, vocales que pueden ser concejales o vecinos, y un secretario General. Los miembros con derecho a voto reflejan en proporción a los grupos políticos del Ayuntamiento. El consejo se reúne al menos una vez cada mes.

### Independencia
Existen algunos movimientos independentistas dentro de un sector de la población para conseguir la separación de Málaga y volver a la denominación de municipio que perdió en el año 1905. Este movimiento tomó fuerza después de que Torremolinos, distrito de Málaga y anteriormente municipio, consiguiera su independencia. Los que apoyan esta iniciativa afirman que la situación de Churriana como distrito de Málaga no ha sido beneficiosa y que siguen faltando servicios básicos de sanidad, deportes y otras infraestructuras.

## Educación
Churriana cuenta con los siguientes centros públicos: 
- Escuela de Hostelería de La Cónsula
- CEIP Ciudad de Jaén
- CEIP Manuel Fernández
- CEIP Julio Caro Baroja
- CEIP Rubén Díaz
- IES Jacaranda - ESO, Bachillerato y Escuela de Hostelería
- IES Carlos Álvarez

También cuenta con numerosas instalaciones deportivas de pádel y tenis donde se celebran torneos y clases de tenis. Dentro de dichas instalaciones también se sitúa una piscina pública y con su respectivo gimnasio recientemente hecho.

## Deportes
Tiene un equipo de fútbol, C.D. Churriana, con equipos benjamín, alevín, infantil, cadete y juvenil. Además cuenta con un equipo sénior en la Primera Andaluza Gr3. El campo de fútbol es el Alfredo Viñolo, el cual fue inaugurado el 4 de abril de 2007 por el actor malagueño Antonio Banderas y se encuentra en la zona de La Noria. También tiene un equipo de fútbol sala, con equipos prebenjamín, benjamín, alevín, infantil, cadete y juvenil. Se encuentra en la zona de Las Pedrizas.
Actualmente tiene también un equipo de baloncesto en la categoría municipal, dicho equipo se encuentra en un momento de desarrollo lastrado por la falta de instalaciones para practicar el deporte de manera digna dentro de Churriana, destaca su última temporada llegando a avanzar hasta cuartos de final de la competición.

## Cultura
Churriana consta de una espléndida Sierra convertida en un coto de caza donde abundaban distintas especies de animales y con el Parador Málaga Golf, junto a la playa donde limita Málaga con Torremolinos por un lado, y con Guadalmar por otro. Además cuenta con un recinto cerrado en la Sierra provisto de barbacoas y mesas de piedra disponible para todos los habitantes.
Churriana ha sido un lugar de paso numerosas culturas antiguas, fenicios, romanos y árabes, por esta razón en la desembocadura del río Guadalhorce se encuentra el yacimiento fenicio del cerro del Villar, uno de los asentamientos más antiguos conocidos en el Mediterráneo español, así como su iglesia rupestre del siglo VII situada en "el castillo".

### Fiestas
- Cabalgata de Reyes Magos, celebrada el 5 de enero.
- En enero están las fiestas patronales de San Antonio Abad.
- El Viernes de Dolores se sacan por las calles del distrito a las imágenes de Nuestro Padre Jesús del Paso y Nuestra Señora de los Dolores.
- En mayo, las fiestas populares de San Isidro Labrador.
- Cruz de mayo.
- Halloween, 31 de octubre.
- Todos los Santos, 1 de noviembre
- En octubre se celebran las fiestas de San Nicolás (talla recuperada actualmente desde la década de los 60).
- También en la actualidad la Virgen del Rosario es patrona de Churriana.

## Edificios y lugares notables

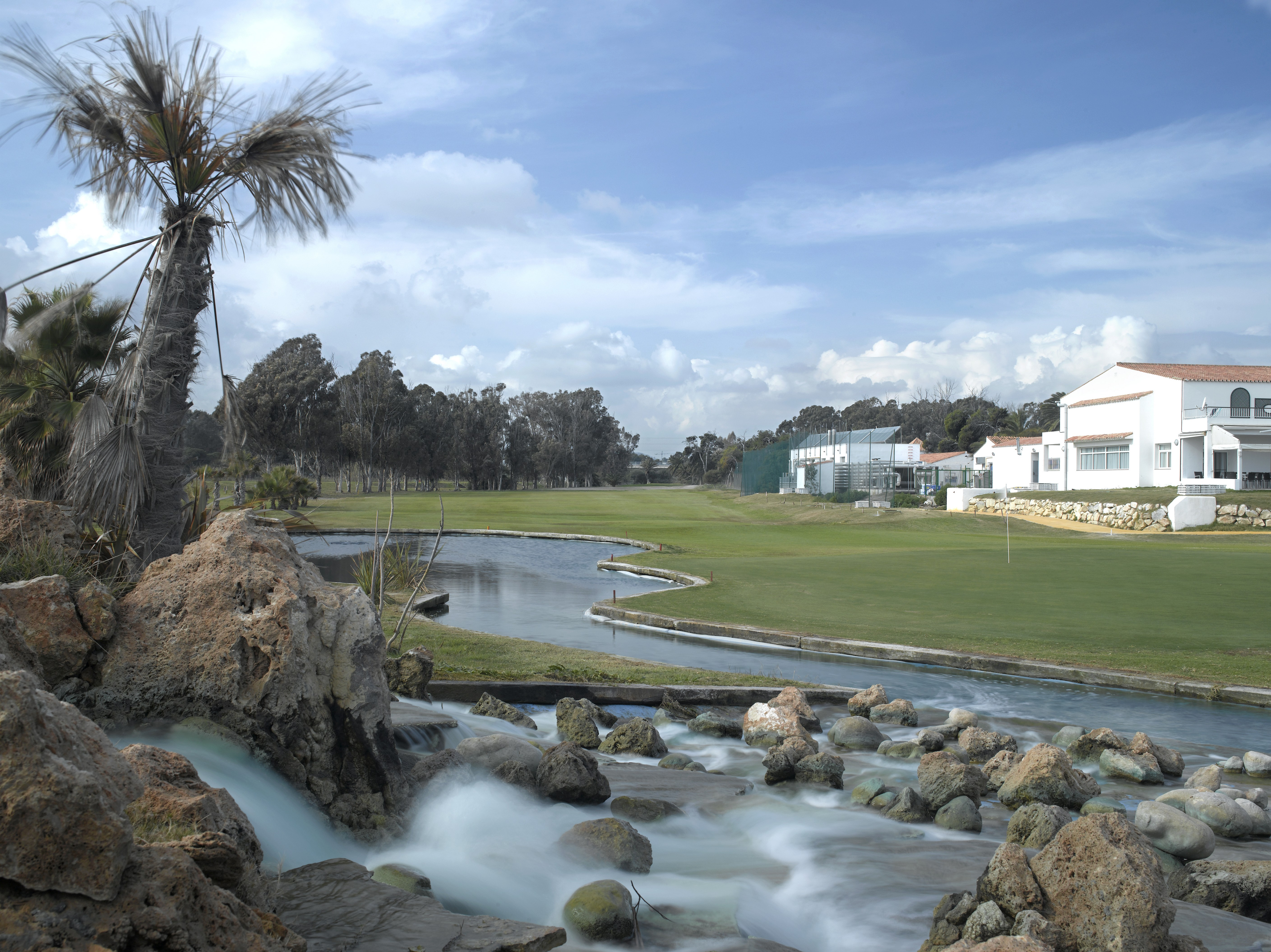
Parador Málaga Golf

Uno de los escasos tramos de playa virgen de la Costa del Sol Occidental se encuentra en el litoral de este distrito. Es en este litoral donde se enclava el Paraje Natural Desembocadura del Guadalhorce, donde se encuentra el yacimiento arqueológico fenicio del cerro del Villar. 
Asimismo en este distrito se encuentra el mayor centro de ocio de Málaga, plaza Mayor, y colindante a él, el Centro Comercial Ikea de Málaga y Worten (formando el complejo Bahía Azul), y el aeropuerto de Málaga-Costa del Sol, el tercer aeropuerto peninsular por número de viajeros.
Además, recientemente se ha reabierto en la Finca del Retiro el parque histórico-ornitológico llamado Senda. También es posible visitar un mirador con una bonita vista del aeropuerto de Málaga.

### Monumentos
- Iglesia de San Antonio Abad (patrón de Churriana).
- Finca el Retiro.
- Finca de la Cónsula.
- Finca La Tosca.
- Plaza de la Higuereta (higuereta proviene de figuereta: pequeña higuera en catalán).
- Casa de Gerald Brenan.
- Mirador del aeropuerto.
- El Nacimiento del Euro

## Residentes notables
- Miguel Ángel Jiménez
- Gerald Brennan
- Julio Caro Baroja
- Pío Baroja
- Enrique Brinkmann
- José Moreno Villa
- Ernest Hemingway
- Ferdinand de Lesseps
- Antonio Muñoz
- Francisco Ruíz de Elvira

## En la cultura popular
Varias partes de la película El camino de los ingleses, dirigida por Antonio Banderas, fue rodada en Churriana, pudiendo observarse la citada plaza de la Higuereta, así como otras zonas de interés.